# Groot Zwolsch Bartjens Rekendictee
Het Groot Zwolsch Bartjens Rekendictee was een jaarlijks rekendictee, gehouden in Zwolle. Het evenement is in 2004 regionaal begonnen ter promotie van het (hoofd-)rekenen. Lange tijd was het een landelijk evenement, met voorronden in alle GPD-dagbladen en op internet.
Naast de deelnemers vanaf de internetsite, zijn er ook deelnemers uit de voorronden op diverse PABO-instellingen en diverse middelbare scholen (klassen 3 van havo en vwo).
Zowel het bedenken van de opgaven als de presentatie was sinds de eerste editie in handen van Marjolein Kool. Jan Terlouw was tot en met 2011 voorzitter van de jury. In 2012 was dit Thom de Graaf.
Na het tiende Rekendictee, in 2014, heeft het bestuur besloten om voorlopig geen nieuwe editie meer uit te schrijven.
In 2022 heeft dit evenement nogmaals plaatsgevonden op de Hogeschool Utrecht. Er waren toen drie categorieën, met elk een winnaar: 1) basisschoolleerkrachten, opleiders en pabostudenten, 2) wiskundeleraren, -studenten en opleiders, en 3) overige deelnemers.

## Winnaars
- 2004: Eddy Danes
- 2005: Peter van de Riet
- 2006: Erwin Denissen
- 2007: Epi van Winsen
- 2008: Kees Gondrie
- 2009: Allard Veldman
- 2010: Douwe Buursma
- 2011: Epi van Winsen
- 2012: Roel Bakker (Ede)
- 2014: Wilma den Boer (Goes)
- 2022: Stef Meijer